# Арктическо национално убежище за диви животни
Арктическото национално убежище за диви животни и растения (Arctic National Wildlife Refuge)(ANWR) е най-голямото сухоземно звено на Националната система за опазване на дивата природа в САЩ. Това е и един от последните непокътнати пейзажи в Америка. Намира се в североизточната част на Аляска и е организирано през 1960 година за да опази уникалните флора и фауна, както и чистотата и количеството на водата в Арктическия регион.

## Описание
Простира се във вътрешността на Аляска, като обхваща източната част от планинската верига Брукс и стига до Северния ледовит океан. Бреговете му се мият от Бофортско море, което остава заледено в продължение на осем или повече месеца всяка година. Убежището е създадено под името The Arctic National Wildlife Range, но през 1980 година територията му е увеличена и приема днешното си име. Заема площ от 78 050 km2 и през него няма прокарани пътища или пътеки, нито осигурени места за къмпинг.

## Климат
Арктика има сложен климат, който се характеризира с малко слънчева светлина през зимата, дълги летни дни, силни ветрове, ниски температури и малко валежи. Ледът присъства тук във всякакви форми - като сняг, ледени щитове, ледници, морски лед и дълбоко замръзнала почва.
Лятото в Арктическото убежище е кратко, а дните през този сезон са дълги. Слънцето не залязва от средата на май до края на юли. В рязък контраст с лятото, през зимата то не се издига над хоризонта и светлината е заместена от плътен здрач. Слънцето се скрива напълно от края на ноември до средата на януари. Понякога в небето се появява северно сияние. Обитавайки подобна неблагоприятна среда растенията и животните са се приспособили към тези трудни условия по различни и понякога изненадващи начини.
На север от планинската верига Брукс климатът е класифициран като арктичен. Температурите са толкова ниски, че земята под повърхността остава замръзнала през цялата година. Когато слънцето я затопли, първите няколко сантиметра от горния слой на почвата се размразяват и това позволява на растенията да поникнат, а на насекомите да се заравят и движат през нея. Този почвен слой, който е подложен на периодично замръзване и размразяване се нарича активен слой.
Средната температура през най-студения месец февруари е била -20 °С, но са измервани екстремно ниски температури, достигащи много под -40 °С. На юг от планината климатът е класифициран като субарктичен. През зимата средните температури тук се движат в диапазона от -26 °С до -29 °С. В изключителни случаи те могат да паднат до -45 °С, -51 °С.
Промяната на климата през последните 50 години създава нетипично топло за зимния сезон време в Аляска и Западна Канада. Когато температурата е достатъчно висока, за да завали дъжд вместо сняг, а след това отново застудее, върху снега се образува твърда ледена покривка. Това пречи на активните през зимата животни да достигнат до храната, скрита под снега. От края на 1990-те години броят на мускусния бик е намалял, което до известна степен се дължи и на това явление.
В тези сурови условия и малки промени в климата могат да имат драматични последствия. Например по-сухото и по-топло време може да доведе до по-чести и по-големи пожари. Алпийските ледници в района са се свили значително през последния половин век и се топят все по-бързо. Ако сегашните тенденции продължат, всички те биха изчезнали в рамките на 100 години.

## Зониране
В Арктическото убежище се наблюдават пет екологични зони. От север на юг това са:
- Крайбрежните морски райони в близост до Северния ледовит океан са изпъстрени със солени блата, лагуни, бариерни острови, плажове и речни делти. Те са много важни за живота на белите мечки, рибите и мигриращите птици.

- Крайбрежната равнинна тундра представлява плосък до хълмист район без дървета, където карибу и някои видове птици отглеждат поколението си през лятото. През зимата белите мечки правят тук бърлогите си, а рибите презимуват в дълбоките речни вирове.

- Алпийската зона обхваща частта от планинската верига Брукс, попадаща на територията на Убежището. Това е най-екстремната планина в Аляска. Обитава се от овен на Дал, мечка гризли, катерица и други.

- В гористата тундра южно от планината, се редуват смърчови дървета с храсталаци и ниски растителни видове. През зимата тук се изхранват елените карибу, а през цялата година територията е населявана от вълци и лосове.

- Най-южната територия на Убежището е заета от северните гори, смесица от смърч, бреза и трепетлика. Това е единствената широко залесена площ в него. Районът е дом на лосове, рисове, невестулки, както и на многобройни пойни птици.

## Флора
Флората в Арктическото убежище, включваща мъхове, лишеи и висши растения, е адаптирана към специфичните характеристики на арктическата околна среда и краткия вегетационен период, наложен от суровия климат.
Повечето растения в Арктическото убежище ползват снега като защитно „одеяло“ в борбата с крайно ниските зимни температури и суровите ветрове. Това отчасти обяснява защо растенията в Арктика са толкова дребни. Ако те бяха по-високи, зимният вятър и ледените снежинки биха унищожили всяка тяхна част, подаваща се над снега. Основата на снега е с температура -6 °С, -7 °С, докато температурата на въздуха е примерно -35 °С. По този начин растенията се справят с разлика от почти 30 °С и това е изключително важно за тяхното оцеляване.
Пролетта и лятото са силни сезони за развитието на растенията. Те бързо избуяват под лъчите на слабото слънце. Мигриращите животни и птици се завръщат и районът се изпълва с живот. Дните през април и май се удължават, но снегът все още обхваща земята.
Трепетликата е едно от растенията, създало си специален начин на живот в суровите климатични условия. През април тя започва да расте с „летящ старт“, използвайки и най-малките слънчеви лъчи. За разлика от повечето дървета, кората ѝ съдържа хлорофил и още преди появата на листа започва усилена фотосинтеза. Тази специална кора може бързо да изгори от засилващите се слънчеви лъчи и затова растението произвежда бял прах по нейната повърхност, който отразява част от светлината. Тъй като този процес изисква повишен разход на енергия, прахът се произвежда само по повърхността на кората, обърната на юг и силно огрявана от слънцето. Така трепетликата се превръща в естествен компас за пътниците.
Друго растение, създало интересен начин за поглъщане на максимално количество слънчева енергия е полярният мак. Подобно на слънчогледа той обръща цвета си към слънцето през целия ден. Това позволява на растението да поеме колкото е възможно повече слънчева енергия през деня. Концентрираната слънчева топлина повишава температурата на семената му с около 10 °F, което дава важен тласък на развитието на растението през краткия му вегетационен период.

## Фауна
През цялата година количеството слънчева енергия, достигаща до обитателите на района, е съвсем оскъдно и може да поддържа само ограничено количество растения. Те се развиват неравномерно през годината, като в началото на лятото се появява изобилие от нова растителност по крайбрежната тундра. Тя привлича гладните карибу заедно с други животни и се получава голямо струпване на тревопасни и хищници. Храненето е от решаващо значение за бременните карибу, особено след дългата зима. Те раждат в началото на юни, когато има изобилие от нова прясна зеленина. През останалото време, в резултат на минималното количество растения, на тревопасните животни се налага да бродят стотици километри в търсене на храната, необходима за растежа и размножаването им.
В рамките на Арктическото убежище са наброени 43 вида риби, 45 вида бозайници, както и повече от 200 вида птици.Съществуват три начина, по които животните се справят с екстремните климатични условия в района – те могат да спят зимен сън, да останат активни през дългите зимни нощи или да мигрират на юг.

### Начини на оцеляване
- Хибернация (зимен сън) – Това е метаболизъм, при който жизнените процеси са забавени, телесната температура е понижена, а дишането – потиснато. Като енергиен резерв се ползват телесните мазнини, натрупани през летния сезон.

Например бялата мечка прекарва в бърлогата си в продължение на 5 месеца. Обикновено през ноември я изкопава, а през декември там ражда двойка мечета, които прекарват зимните месеци заедно с майка си. За собственото си изхранване и за кърменето на малките майката ползва телесните си мазнини. За това време мечетата порастват с около 6-7 kg и всички излизат от бърлогата в началото на април.
Комарите преживяват зимата чрез замяна на водата в телата си с вещества, които действат както антифриза в колата. Тези химични вещества запазват клетките от разрушителното действие на ледените кристали, които биха се появили, ако водата в тялото беше запазена.
- Зимна активност – Животните, които остават активни през зимния период обикновено са я намалили драстично. Всички те са защитени от много дебела и гъста козина, която да ги предпазва от студа. Също така обикновено са с къси крака и малки уши, за да се губи по-малко телесна топлина.[1]

Мускусният бик (овцебик) например намалява разхода си на енергия като се движи много малко. Козината му е гъста, дебела и много дълга, спуска се почти до земята и не пропуска вода.
Лемингът прекарва зимата в гнезда директно на земята, изолирани под снежната покривка. Изкопава сложна мрежа от тунели и дупки и се храни с коренните части на растенията, върбови и брезови клонки. В началото на зимата ноктите му бързо се удължават, за да може по-успешно да копае под снега. Той е и единственият гризач тук, чиято козина променя цвета си и през зимата става бяла. Това му помага да се прикрива от гладната арктическа лисица и да оцелее през тежкия сезон.
Дебелият слой козина, късите крака и малките уши на арктическата лисица ѝ помагат до някаква степен да задържа топлината на тялото си. Козината побелява през зимата и това ѝ дава възможност по-лесно да се слее с околния пейзаж и да се добере до някой леминг, деликатес за лисицата. В същото време я предпазва да се превърне в жертва на по-големите хищници.
- Миграция - Убежището притежава уникална позиция, защото се намира в пресечната точка на четирите основни северноамерикански миграционни маршрути. Птиците отлитат в пет континента, на територията на около 50 държави. Например малкият морелетник прекарва зимата над откритите води на южния Атлантически океан. Сивото каменарче прелита приблизително 20 000 km и пресича цяла Азия и Близкия изток за да зимува в Африка. Това 15 сантиметрово птиче всяка пролет прелита разстоянието обратно до дома си в Арктическото убежище. Полярната рибарка извършва прелет от около 40 000 km в двете посоки, за да прекара зимните месеци в Антарктида.[1]

От 201 вида птици, които са описани в Убежището, само около 30 не мигрират в по-топли страни. Когато премине зимата прелетните птици се връщат тук, където дългите дни дават възможност за поява на изобилие от насекоми и растения, основна храна за тях и за следващото поколение, което се излюпва в Убежището.

### Бозайници
В крайбрежната равнина, северно от планинската верига, живеят бели мечки и многобройни тюлени. Във водите през лятото мигрират китове. На юг от брега в просторната и равна арктическа тундра, обрасла с ниски храсти, целогодишно живеят мускусни бикове. Тук, през размножителния период в края на пролетта, карибу раждат малките си. На юг арктичната тундра се издига към скалистите възвишения на планината Брукс. В нея овни на Дал обикалят в търсене на храна, а мармоти в продължение на 9 месеца всяка година спят зимния си сън, скрити в каменни пукнатини. Още по на юг планинските склонове постепенно се спускат към равнината на река Поркюпайн, която е заета от гори от северен тип. В този залесен регион влажни ливади, мочурища и крайречни територии са обитавани от бобри, норки, лосове, както и множество малки гризачи.
В района на Арктическото убежище се срещат насекомоядните Sorex cinereus, Sorex monticolus, Sorex hoyi, Sorex tundrensis и Sorex ugyunak, всички от род Кафявозъбки. Горите и храсталаците са пълни с американски диви зайци. Гризачите са представени още от мармоти, ливадни, тундрови и жълтобузи полевки (Microtus xanthognathus), няколко вида леминги, американски дългоопашат лалугер, американска червена катерица (Tamiasciurus hudsonicus), ондатра и бодливи прасета.
Понякога, макар и не често, на откритите пространства могат да се срещнат койоти. Всички райони на Убежището са обитавани от вълци и червени лисици, а тундрата на север от планината - от арктични лисици. Семейство Котки е представено само от канадския рис.
От семейство Мечки в горите се среща американската черна мечка. По долините, платата и на откритите площи живеят кафяви мечки, а по крайбрежието и върху океанския лед – бели мечки. Планината е обитавана от мечка гризли.
Семейство Еленови е представено от лосът, който обитава горите, храсталаците и влажните зони и карибу, разпространено по цялата територия. От семейство Кухороги в тундрата на север от планините живее мускусният бик, а по скалистите склонове и горски поляни в планината – овенът на Дал.
От голямото семейство Порови в горите се среща американска златка, в горите и тундрата – хермелин и росомаха, по откритите влажни пространства – невестулка, по влажните зони на юг от планината и край реки и езера – визон и канадска видра.
Перконогите бозайници, обитаващи крайбрежните води и океанския лед са петнистият тюлен (ларга), пръстенчатият и брадатият тюлени (лахтак). Рядко по крайбрежието могат да се срещнат и моржове. През лятото във водите на Бофортско море мигрират някои китоподобни – белуга, гренладски кит и по-рядко сив кит.

### Птици
Списък на птиците в Арктическото убежище
Броят на птиците в Арктическото убежище е уточнен на 201. С малки изключения това са птици, мигриращи за зимния период. Най-голямо е видовото разнообразие от семействата Патицови и Бекасови.
- Гъски, патици и лебеди – От подсемейство Гъскови в Убежището през пролетта се завръщат голямата белочела гъска, снежната гъска, Anser rossii, малка канадска гъска, канадската гъска. Лебедите са представени от лебеда тръбач и малкия лебед, които обитават крайбрежната равнина, а понякога, макар и рядко – териториите на юг от планината.[4]

На юг от веригата Брукс гнезди американският фиш (Anas americana), а зеленоглавата патица – по крайбрежието и близките острови. Шилоопашатата патица обитава териториите и от двете страни на планината. Зимното бърне обикновено може да бъде намерено в планината, където гнезди и се размножава. Планинската потапница традиционно се среща в южната част на Убежището, но понякога прелита и на север от планината или остава на склоновете ѝ. По крайбрежието и островите епизодично могат да се видят очилатата и гребенчатата гага и доста по-често – обикновената гага. Ледената потапница живее и от двете страни на планината, но снася яйцата си само на север от нея.
Случайни посетители на крайбрежните равнини могат да бъдат сивата патица и фиш (свирачка). Рядък посетител на убежището е клопачът. Макар и рядко в равнинните части се срещат потапницата от вида Aythya valisineria, черната американска потапница и каменарката, а в планината – пръстенчатоклюната потапница. Значително по-рядко и само в южната част се срещат звънарката и малката звънарка. В крайбрежните равнини понякога могат да се видят малък, среден и голям нирец.
- Кокошоподобни, гмуркачи, гмурецови, буревестникови - От фазановите птици на юг от планината гнездят и се размножават виргинският пъдпъдък, Tympanuchus phasianellus и Falcipennis canadensis, а тундровата и бялата яребица обитават цялата територия на Убежището.[4]

От семейство Гмуркачови по крайбрежието живее червеногушият гмуркач. Gavia pacifica обитава освен крайбрежието и равнините на юг от планината, а понякога може да се срещне дори и по склоновете ѝ. Черноклюният гмуркач е рядък посетител на крайбрежната зона, а жълтоклюният епизодично може да бъде срещнат както по островите и край океана, така и край по-големите езера в района.
Семейство Гмурецови е представено от ушатият и червеновратият гмурец, които са редовни посетители на крайбрежието, северните равнините и планинската верига.
Птиците от семейство Буревестникови са редки посетители на Арктическото убежище. Все пак понякога могат да се срещнат полярният и тънкоклюният буревестник.
- Грабливи птици - Случаен посетител на крайбрежните равнини и рядък на планинската верига е орелът рибар. На същите места редовно гнездят белоглавият и скалният орел. Много рядко по цялата територия и по островите може да бъде видян полският блатар. От семейство Ястребови островите и крайбрежието са обитавани от големия ястреб и Accipiter striatus. Buteo swainsoni живее в равнинните територии на юг от планината, където редки обитатели са ръждивоопашатият и северният мишелов.[4]

Соколите са представени от американска ветрушка и сокол скитник, обитаващи крайбрежието, благороден сокол повсеместно в Убежището с изключение на островите и малък сокол, който се среща, макар и рядко, по цялата територия.
- Щъркелоподобни - Представителите на семейство Дъждосвирцови са сребриста булка, планински дъждосвирец и Charadrius vociferus, обитаващи крайбрежието, ципокрак дъждосвирец по островите и източносибирска златна калугерица, която освен по крайбрежието може да се срещне и в планината.[4]

От семейство Бекасови в планината и южните равнини живеят петнистият кюкавец и цветногръдият брегобегач, в планинската верига - Tringa incana, в северните и южни равнинни части - малкият жълтоног пийвик и канадският крайбрежен бекас, в южните равнини и островите - прерийникът, по крайбрежието – камъкообръщачът, малкият ципокрак брегобегач, бойникът, беринговият вретенар, тънкоклюният листокрак и Calidris ruficollis, само в южните равнини – трипръстият, бонапартовият и дребният брегобегач. Рядко по цялата територия се среща малкият свирец. Епизодично по крайбрежието може да се види черноопашат крайбрежен бекас.
Семейство Чайкови е представено по крайбрежието и планината от сивокрила и полярна чайка, голям и среден морелетник, полярна рибарка и Chroicocephalus philadelphia. Южните полета и планинската верига са обитавани от чайка буревестница, крайбрежните равнини – от Larus schistisagus, а островите – от малкият морелетник. По крайбрежието макар и рядко може да се види розова чайка.
- Други – От семействата Гагаркови и Совови традиционен жител на крайбрежието е блатната сова. Рядко може да се срещнат дебелоклюна кайра или чистик. Колибровите почти не се срещат, но все пак понякога могат да се видят червеноврато колибри и Selasphorus rufus. Мухоловките в южните равнини са представени от малък и свенсонов дрозд и Empidonax alnorum, а в планините – от червеногръд дрозд и Sayornis saya.[4]

От сврачките в планината и на юг може да се види сива сврачка. От семейство Вранови в южните части се срещат сива сойка и гарван гробар. От чучулигите в планината може да се срещне само ушата чучулига, от кралчетата - американско червеноглаво кралче. Стърчиопашките са представени по крайбрежието само от жълтата стърчиопашка, а врабчоподобните – от копринарката.
По планините и северната равнина могат да се видят още снежна овесарка, а в южната част - белокрила кръсточовка. По цялата територия на Убежището се срещат брезова и пепелява скатия.

### Риби
- Сладководните риби в реките, езерата и буйните планински потоци са от няколко семейства. Техни представители са езерната и арктическата пъстърва, щуката, езерен главуш (Couesius plumbeus), михалца, бодливка от вида Pungitius pungitius. Освен това в сладководните водоеми се срещат Stenodus leucichthys, Prosopium cylindraceum, Catostomus catostomus, Percopsis omiscomaycus, Cottus cognatus, Gasterasteus aculeatus и други.[6]

- Анадромните видове включват морски риби, които хвърлят хайвера си в сладководни басейни, обикновено нагоре по течението на реките. От тях в морето край Убежището живеят сибирски и северен рипус (ряпушка), азиатска корюшка, Coregonus nasus, Coregonus pidschian, горбуша, кралска, сребриста и куча сьомга, японска минога.[6]

- Морските риби край бреговете на Арктическото убежище включват тихоокеанска херинга, мойва, полярна треска, Eleginus gracilis, попче от вида Myoxocephalus quadricornis, чукотски керчак, фабрициев лумпен, арктически писии от видовете Pleuronectes glacialis и Platichthys stellatus, грапав главоч, Liparis tunicatus, Ammodytes hexapterus, Lumpenus medius и други.[6]

## Население
Местните народи са живели на територията на убежището в продължение на хилядолетия. Битът им е свързан с лов и риболов и не е променен. Ескимосите са заселени по протежение на северното крайбрежие и ловуват тюлени и китове, както и риба край островите и в реките. През пролетта и лятото ловят птици и навлизат във вътрешността на лов за северните елени карибу, вълци и овни на Дал.
Индианците кучини (самоназвание Gwich’in), които живеят на юг от убежището по река Атабаска, традиционно навлизат в територията му в търсене на храна. Те все още установяват лагерите си край реките в Убежището, където ловят риба, водолюбиви птици и дребен дивеч. Строят дълги дървени заграждения на миграционните пътища на карибу, които им помагат да се справят с лова им по-лесно.
В морето Бофорт, съвсем близо до брега, на остров Barter, се намира селището Кактовик (Kaktovik). Създадено е през 1971 година като важен център за търговия с ескимосите. Според преброяване на населението през 2010 г. в селото има 258 жители и 87 жилища, от които 72 са заети. Поминъкът е свързан главно с ловуване на карибу, а притежанието на алкохол в общността е забранено.

## Туризъм
Когато Арктическото убежище се създава през 1960 година, в него почти няма посещения. От време на време съвсем епизодично се появяват ловци или туристи. Посещенията се увеличават постепенно през 1970-те година и по-бързо през 1980-те. Според обществено проучване през 1975 година то е посетено от 281 души. До 1986 година тази цифра се удвоява. Също така, броят на водачите от 7 през 1980 година се увеличава на 21 само девет години по-късно. От 1986 година броят на посетителите е увеличен още два и половина пъти.
Хората обикновено остават между 7 и 11 дни, най-често като туристи, за рафтинг по реките или за да ловуват. В едно проучване от 2009 година посетителите са заявили, че най-ценното в тази зона е необятността и дистанцираната изолация, възможностите за приключения и необичайните природни условия.

## Екология
В района съществуват два главни и много сериозни екологични проблема. Единият е предизвикан от глобалното затопляне на планетата, а вторият – от плановете за добив на нефт и природен газ на част от територията му.
Морският лед е изтънен и сериозно намалява. Крайбрежният лед показва тенденция за по-късно формиране през есента. През септември 2007 година степента и концентрацията на ледовете в Северния ледовит океан е значително по-малко от всяка друга година преди това. Въпреки че общата площ на леда е малко по-голяма през септември 2008 година, обемът му продължава да намалява поради изтъняване.
Бреговата ерозия в Убежището на изток от село Кактовик в периода от 1948 до 2001 година е постоянно и уточнено на около 50 сm. В последните години, благодарение на затоплянето, тя се е увеличила на 2,40 m.
Проблемите на глобалното затопляне засягат предимно животинския свят в района. Изследванията доказват, че промените при растителността не са драстични. Бременните полярни мечки все по-често избират да правят леговището си директно върху земята, вместо върху морския лед. Има случаи на удавени от изтощение бели мечки, поради все по-обширните пространства с открита вода. Мускусните бикове са намалели значително, като потенциална причина за това е твърдата ледена покривка върху снега, която се появява след дъжд. Това изисква повече усилия за достигането им до храната, което от своя страна увеличава необходимия разход на енергия.
Друг сериозен проблем, застрашаващ живота в Арктическото убежище, е добивът на нефт. На по-малко от 160 km западно от Убежището се намира Prudhoe Bay, най-голямото нефтено находище в Северна Америка, на което се падат около 25% от вътрешното производство на петрол на САЩ. Около 6000 km2 от крайбрежната равнина се разглеждат като една от най-вероятните перспективи на САЩ за добив на нефт и газ на сушата. Консенсусът на геоложката общност е, че крайбрежната равнина на Арктическото убежище представлява най-високият петролен потенциал на сушата в Северна Америка. Смята се, че този потенциал е от порядъка на милиарди барели и може да съперничи на тази на Prudhoe Bayfield. При взимането на решение по отношение на бъдещото управление на крайбрежната равнина, конгресът се сблъсква с предизвикателството на съчетаването на различни цели - националните нужди от допълнителни вътрешни доставки на енергия, националната необходимост и интерес към опазването на почти дивите земи на Убежището, както и ангажимента да не се нарушава начина на живот на местното население.
На 15 август 2011 година „U.S. Fish and Wildlife Service“ публикува проект и подробен план за опазване на дивата природа в Арктическото убежище, който се очаква да бъде финализиран в края на 2012 година. Но проблемът с добива на нефт все още остава открит. Според предложението за добив на петрол и газ, проектът трябва да се разработи на 1,5 милиона акра от крайбрежната равнина, по протежение на морето Бофорт. Тази област се счита за „биологичното сърце“ на Убежище, а загубата на местообитания на голям брой животни, птици и риби ще повлияе върху цялата Арктическа зона на Аляска.